# 1998-as Formula–1 spanyol nagydíj
A spanyol nagydíj volt az 1998-as Formula–1 világbajnokság ötödik futama.

## Futam
| Helyezés | #  | Versenyző             | Csapat/Motor        | Futott körök | Idő/Kiesés oka | Rajthely | Pontszám |
| -------- | -- | --------------------- | ------------------- | ------------ | -------------- | -------- | -------- |
| 1        | 8  | Mika Häkkinen         | McLaren-Mercedes    | 65           | 1'33:38,3      | 1        | 10       |
| 2        | 7  | David Coulthard       | McLaren-Mercedes    | 65           | +9,439         | 2        | 6        |
| 3        | 3  | Michael Schumacher    | Ferrari             | 65           | +47,095        | 3        | 4        |
| 4        | 6  | Alexander Wurz        | Benetton-Playlife   | 65           | +1:02,538      | 5        | 3        |
| 5        | 18 | Rubens Barrichello    | Stewart-Ford        | 64           | +1 kör         | 9        | 2        |
| 6        | 1  | Jacques Villeneuve    | Williams-Mecachrome | 64           | +1 kör         | 10       | 1        |
| 7        | 15 | Johnny Herbert        | Sauber-Petronas     | 64           | +1 kör         | 7        |          |
| 8        | 2  | Heinz-Harald Frentzen | Williams-Mecachrome | 63           | +2 kör         | 13       |          |
| 9        | 12 | Jarno Trulli          | Prost-Peugeot       | 63           | +2 kör         | 16       |          |
| 10       | 14 | Jean Alesi            | Sauber-Petronas     | 63           | +2 kör         | 14       |          |
| 11       | 10 | Ralf Schumacher       | Jordan-Mugen-Honda  | 63           | +2 kör         | 11       |          |
| 12       | 19 | Jan Magnussen         | Stewart-Ford        | 63           | +2 kör         | 18       |          |
| 13       | 21 | Takagi Toranoszuke    | Tyrrell-Ford        | 63           | +2 kör         | 21       |          |
| 14       | 22 | Nakano Sindzsi        | Minardi-Ford        | 63           | +2 kör         | 20       |          |
| 15       | 23 | Esteban Tuero         | Minardi-Ford        | 63           | +2 kör         | 19       |          |
| 16       | 11 | Olivier Panis         | Prost-Peugeot       | 60           | +5 kör         | 12       |          |
| Kiesett  | 9  | Damon Hill            | Jordan-Mugen-Honda  | 46           | Motorhiba      | 8        |          |
| Kiesett  | 4  | Eddie Irvine          | Ferrari             | 28           | Ütközés        | 6        |          |
| Kiesett  | 5  | Giancarlo Fisichella  | Benetton-Playlife   | 28           | Ütközés        | 4        |          |
| Kiesett  | 17 | Mika Salo             | Arrows              | 21           | Motorhiba      | 17       |          |
| Kiesett  | 16 | Pedro Diniz           | Arrows              | 20           | Motorhiba      | 15       |          |

## A világbajnokság élmezőnyének állása a verseny után
| H  | Versenyzők         | Pont | H  | Konstruktőrök       | Pont |
| -- | ------------------ | ---- | -- | ------------------- | ---- |
| 1. | Mika Häkkinen      | 36   | 1. | McLaren-Mercedes    | 65   |
| 2. | David Coulthard    | 29   | 2. | Ferrari             | 35   |
| 3. | Michael Schumacher | 24   | 3. | Williams-Mecachrome | 14   |
| 4. | Eddie Irvine       | 11   | 4. | Benetton-Playlife   | 10   |
| 5. | Alexander Wurz     | 9    | 5. | Sauber-Petronas     | 4    |

## Statisztikák
Vezető helyen:
- Mika Häkkinen: 63 (1-26 / 28-45 / 47-65)
- David Coulthard: 2 (27 / 46)

Mika Häkkinen 4. győzelme, 4. pole-pozíciója, 4. leggyorsabb köre, 3. mesterhármasa (gy, pp, lk)
- McLaren 111. győzelme.